# Lombardeffect
Het Lombardeffect is de onwillekeurige neiging van mensen als zij aan het spreken zijn om het geluidsniveau van hun spraak te verhogen als ze zich in een lawaaiige omgeving bevinden. In een lawaaiige omgeving gaan mensen dus met stemverheffing spreken. Zij doen dat onwillekeurig om de hoorbaarheid en verstaanbaarheid van hun stem te verbeteren. De verandering omvat niet alleen luidheid, maar ook andere akoestische kenmerken zoals toonhoogte, spraaksnelheid en de duur van lettergrepen. Door deze compensatie wordt de auditieve signaal- ruisverhouding van de gesproken woorden van de spreker gehandhaafd in het gehoor van de luisteraar, ondanks de maskering door het achtergrondlawaai.
Omdat het effect onvrijwillig plaatsvindt, wordt het ook wel gebruikt als een middel om medische simulatie vast te stellen bij mensen die doen alsof ze slechthorend zijn. Uit onderzoek bij vogels en apen blijkt dat het effect ook optreedt in geluiden die dieren maken. Hoewel de spreker niet merkt dat hij of zij het stemvolume verhoogt, is het Lombardeffect geen reflex, hoewel het soms Lombardreflex wordt genoemd. 

## Geschiedenis
Het effect werd in 1909 ontdekt door Étienne Lombard, een Franse KNO-arts. Hij publiceerde de ontdekking in 1911 met de titel Le signe de l’élévation de la voix. In het ziekenhuis waar hij werkte, Hôpital Lariboisière in Parijs merkte hij op dat een patiënt die aan het spreken was, harder ging spreken als er een intens geluid ten gehore werd gebracht. Lombard merkte op dat de patiënt zich hier niet van bewust was. Lombard realiseerde zich dat dit gebruikt kon worden voor het detecteren van gesimuleerde doofheid.

## Grootte van het effect
Het Lombardeffect treedt op vanaf een ruisachtig achtergrondgeluidsniveau van 40 - 50 dB. Het effect op het spraakniveau is bij deze lage achtergrondniveaus nog niet erg hoog, rond de 0,3 dB/dB. Dat betekent dat het spraakniveau met 0,3 dB toeneemt als het achtergrondniveau 1 dB toeneemt. Bij hogere geluidsniveaus wordt het effect groter, dan ligt het rond 0,5 - 0,6 dB/dB voor een gemiddelde spreker. Dit getal wordt de Lombardhelling genoemd. Bij zeer hoge geluidsniveaus is het voor de spreker echter niet meer mogelijk om nog harder te spreken en wordt de Lombardhelling lager, of nadert zelfs naar nul.
Het Lombardeffect heeft tot gevolg dat grote groepen mensen die zich in een galmende ruimte bevinden, steeds luider gaan praten.

## Lombardspraak
Luisteraars verstaan spraak die is opgenomen met achtergrondlawaai beter dan een spraak die in stilte is opgenomen waarna er maskerend geluid aan is toegevoegd. Dit komt door de veranderingen tussen normale en Lombardspraak. Deze veranderingen zijn:
- verhoging van de fonetische grondfrequenties[3]
- verschuiving de geluidsenergie van lage frequentiebanden naar hogere banden
- toename van het geluidsniveau
- toename van de klinkerduur[3]
- spectrale kanteling[3]
- verschuiving in formantcentrumfrequenties voor F1 (voornamelijk) en F2
- de duur van inhoudswoorden wordt sterker verlengd dan de duur van functiewoorden.
- gebruik van een grotere longvolumes
- sterkere gezichtsbewegingen

Deze veranderingen kunnen niet worden vermeden door de spreker bijvoorbeeld te vragen om te spreken zoals deze zou doen in een stille omgeving. Sprekers kunnen echter wel meer controle aanleren als ze feedback krijgen.
Of er een verschil is in het effect tussen mannen en vrouwen is onduidelijk, publicaties spreken elkaar tegen wat dit betreft. In elk geval lijkt het effect groter te zijn als sprekers bezig zijn met communicatie. Als ze spreken tijdens voorlezen in zichzelf is het effect minder. 
Het Lombardeffect treedt ook op na laryngectomie wanneer mensen die logopedie volgen praten met slokdarmspraak en dus niet met hun stembanden.

## Koorzang
Koorzangers ervaren tijdens het zingen een lagere feedback door het geluid van andere zangers. Dit leidt ertoe dat zangers in een koor de neiging hebben om op een luider niveau te zingen. Dirigenten moeten dit effect proberen tegen te gaan. Getrainde solisten kunnen het effect beheersen, maar er is wel gesuggereerd dat ze na een concert luider spreken in een rumoerige omgeving dan ze anders zouden doen, bijvoorbeeld in een receptie na een concert.
Het Lombardeffect treedt ook op bij mensen die instrumenten bespelen.

## Vocalisatie van dieren
Gebleken is dat achtergrondgeluid ook de vocalisaties beïnvloedt van dieren, bijvoorbeeld als zij in een omgeving zijn met achtergrondgeluid van menselijke oorsprong, zoals verkeer of industrie. Het Lombardeffect is in elk geval waargenomen bij de volgende dieren:
Vogels:
- Grasparkieten
- Kanaries (gehouden bij mensen thuis)
- Japanse kwartel
- Kippen
- Nachtegalen
- Zebravinken

Zoogdieren:
- Katten
- Gewone penseelaapjes
- Pinchéaapjes
- Resusapen
- Doodshoofdaapjes
- Witte dolfijnen
- Bleke lansneusvleermuizen

Uit een publicatie in 2011 bleek dat het effect bij alle onderzochte vogels optrad. Het voorkomen van het Lombardeffect bij zoveel dieren kan erop wijzen dat het vroeg in de evolutie ontstond. Bij zoogdieren ten minste 100 miljoen jaar geleden. Of het effect in zoogdieren en vogels apart evolueerde of dat het een gemeenschappelijke oorsprong heeft was in 2011 echter nog niet aangetoond.
In 2014 werd het effect aangetoond bij een bepaalde vissoort, een Amerikaanse zoetwatervis Cyprinella venusta. In 2016 toonden onderzoekers aan de Vrije Universiteit aan dat het effect ook optrad bij een Tungarakikker, Physalaemus pustulosus.